# Neoawangarda
Neoawangarda (fr.“avant-avant-garde”, druga awangarda) – kierunek w kulturze i sztuce. Fala nowatorskich dążeń, która pojawiła się w Europie na przełomie lat 50. i 60. Wiele w niej nawiązań do kulturowego buntu z początków wieku; w krytyce nawiązująca do haseł z tamtych lat, uzupełniona przedrostkiem “neo-” szczególnie mocno zarysowana świadomość kryzysu kultury. Pierwsza awangarda wierzyła w możliwość zmiany porządku świata przez sztukę; neoawangarda lat 60. wierzyła ponadto w możliwość zbudowania “jednej wielkiej rodziny człowieczej”; transawangarda lat 80. szukała nowej ekspresji; natomiast awangarda końca wieku (lat 90.) odrzuca eksperymenty formalne, nie wierzy w utopie, jest kulturową ucieczką w poszukiwanie form syntetycznych wszystkiego, co istniało – poszukuje bilansu. Artyści oraz nauka zauważają uporządkowany świat chaosu, poszukują języka przystosowanego do nieliniowego i niejednopłaszczyznowego obrazu rzeczywistości.
Stefan Morawski, główny promotor tego pojęcia w Polsce, wyróżnia w neoawangardzie cztery nurty:
- technologiczny, mieszający instalacje, sztukę komputerową, muzykę elektroniczną, sterowaną elektronicznie rzeźbę kinetyczną, holografię
- posterowsko-hiperrealistyczny (pop-art i hiperrealizm), obejmujący dzieła bazujące na ikonosferze kultury masowej, przetwarzające papkę informacyjną, którą karmi się zbiorowa świadomość społeczeństw zachodnich
- ludyczno-aleatoryczny, reprezentowany m.in. przez akcje, happeningi, performances, teatry uliczne, poezję bitników, niektóre filmy z kręgu New American Cinema (film eksperymentalny) i powieści - kolaże Julia Cortázara
- tworzony przez manifestacje artystyczne z obszaru meta-sztuki, takie jak konceptualizm i art and language, muzykę graficzną, poezję konkretną czy sztukę ziemi[2]

Z kolei Frank Popper przedstawia neoawangardę w postaci trzech rozwijających się równolegle nurtów czy też dróg rozwojowych, a więc jako zjawisko dynamiczne, zmierzające różnymi drogami do podobnego celu.
Schemat Poppera wygląda następująco:
| Post-dada                                    | Post-art social            | Post-Bauhaus art     |
| Pop-art                                      | Political art              | Kinetic art          |
| Conceptual art                               | Socialist realism          | Art in architecture  |
| Idealism in art                              | Spectator participation    | Environmental art    |
| Anti-art (Hyperrealism)                      | Street art - Actions       | Art in town planning |
| Art as an expression of various human beings | Poster art - Graffiti      | Civic art            |
|                                              | Prop art Communal - murals | Public art           |

## Polska neoawangarda fotograficzna
Polska neoawangarda fotograficzna - kierunek w polskiej fotografice dominujący w latach 70.
Rozpoczęła ją wystawa "Fotografowie poszukujący" (1971), a zakończyła ekspozycja "Stany graniczne fotografii" (1977).
Inspirując się strukturalizmem oraz językoznawstwem (Jarosław Kozłowski) i filozofią neopozytywistyczną badano strukturę medium i jego parametry techniczne (Józef Robakowski). Zakładano zracjonalizowanie procesu artystycznego. Odwoływano się do tradycji konstruktywizmu polskiego (Krzysztof Wodiczko), a zwłaszcza do Władysława Strzemińskiego (Leszek Brogowski). Opierając się na teorii konceptualizmu badano proces twórczy (Zdzisław Jurkiewicz) i granice sztuki (Zygmunt Rytka), odrywając fotografię neoawangardową od dziedzictwa reportażu i dokumentu fotograficznego. Z dzisiejszego, antropologicznego punktu widzenia jedne z najciekawszych postaw prezentuje Andrzej Różycki, który w latach 70. analizę medium połączył z realizacją programu duchowego, kontynuując swe osiągnięcia z lat 60. Podobną drogę twórczą odbył także Paweł Kwiek, a na medytacji oparł koncepcję swej sztuki Andrzej Dudek-Dürer.